# 牙の時代
『牙の時代』（きばのじだい）は、小松左京によるSF短編小説。

## 概要
初出は『S-Fマガジン』1970年（昭和45年）11月臨時増刊号。
後に佐多みさきによって漫画化されている。漫画版の初出は『コミックギャング』（双葉社）1977年5月号。アンソロジー『小松左京原作コミック集』（小学館、2003年12月。ISBN 4-09-179422-X）に再録。

## ストーリー
体調は悪くは無いが、妙に苛立ちを覚える「私」は、気分転換のため、妻の知子とともに山奥へと釣りに来ていたが、釣り上げた50センチメートルもある大きなヤマメに指を食いつかれ、動搖してそれを叩き殺してしまう。しかも、釣り上げた他のヤマメも共喰いをしていた。さらに、山を降りる途中で、知子が青年に襲われかけ、さらに白骨死体を発見する。宿に帰りつくと、そこにはたまたま「私」の友人で生物学者の野田がいた。
地元の村では、乱暴者の青年、留次郎が女を相次いで襲った、というので異様に殺気立っていた。野田は、白骨死体が、死後1日程度しか経っていないことに気づき、さらに巨大化したスズメバチを発見し、「私」と警察に、すぐにその場から去るように指示する。そのときすでに異常は始まっていた。
「私」がその山にいた頃、「私」の家の飼い犬も留守番をしていた「私」の姪に噛み付き、そして、その犬も大雨の中鰻によって殺された。局地戦争・内乱…暴動・殺人…人間すらも凶暴化していた。
一週間ほどして野田の勤めるK―生命科学研究所を訪れた「私」に、野田は一つの仮説を話す。すべての生物で巨大化、凶暴化現象が起こっているが、これは地球生物全体の深い共通の根で大きな変動が起こっているからではないか。凶暴化によって種社会が擾乱状態に陥るため、通常なら排除されてしまうはずの染色体異常の個体が生き延びることになり、そのことによって大進化が起こりつつあるのではないか。
だが、そんな野田の仮説を聞く「私」も既に凶暴化しているのだった。

## 登場人物
「私」
本作の主人公であり語り手。自身の苛立ちを抑えるために、釣りに行く。
作中では特に名前は呼ばれていない（佐多みさきによるコミカライズ版では「大杉」と呼ばれる場面がある）。
知子
「私」の妻。「私」とともに釣りに行く。そこで大男に襲われる。
敬次郎
知子を襲ったとされる大男。子供のときから女性にいたずらばかりしていた。
壮吉
敬次郎と同じくらいの大男。白骨死体として発見される。
野田
「私」の中学時代の同級生。K―生命科学研究所に勤務している。感情がないかと思われるくらいの冷静な男。

## 用語
幼生生殖（ネオテニー）
作中では、タマバエの例が挙げられる。
大進化
種レベルではなく科・目などの上位レベルで起こる進化のこと。作中では、これが全生物レベルで発生しつつあるのではないか、という仮説が立てられる。